# 봉화산체육단
봉화산체육단(烽火山體育團)은 조선민주주의인민공화국의 축구 클럽이다.

## 유명한 선수
- 홍정화
- 최금주
- 최은화